# Casa della Fontana
La Casa della Fontana è un edificio storico di Milano situato in viale Vittorio Veneto al civico 24.

## Storia
Il palazzo venne eretto nel 1936 secondo il progetto degli architetti Rino Ferrini e Franco Bruni.
Nel palazzo visse il celebre scrittore e giornalista Dino Buzzati.

## Descrizione
L'edificio, che occupa un intero isolato, presenta una pianta ad H chiusa sul lato settentrionale. Le facciate in intonaco bianco sono scandite da fasce con mattonelle in cotto chiaro e lastre in travertino. Una pregevole fontana raffigurante un dio del fiume nei panni di un giovane seduto su un alto cippo con ai piedi un pesce, opera dello scultore Giuseppe Maretto, si trova nel cortile meridionale, dando il nome al complesso.